# Gortyna ochraceago
Gortyna ochraceago är en fjärilsart som beskrevs av Adrian Hardy Haworth 1809. Gortyna ochraceago ingår i släktet Gortyna och familjen nattflyn. Inga underarter finns listade i Catalogue of Life.